# Аргументация
Аргумент пренасочва насам.  За други значения вижте Аргумент (пояснение).
Аргументация (също и теория на аргументацията) изучава как хората могат и трябва да достигат до заключения чрез логическо разсъждение, въз основа на предпоставки. Тя включва изкуствата и науките на гражданския дебат, диалога, разговора и убеждаването. Изучава правилата за заключаване, логиката и т.н.

## Възникване
Възраждането на реториката през 20 век се дължи главно на интереса на философи, логици, психолози, лингвисти, семиотици и пр. към проблемите на аргументацията и участието на агонистичния и психологическия елемент в нея в съдружие или опозиция на логическия.

## Употреба
В разговорния език на англоговорещите народи терминът „аргумент“ предполага неприятна конфронтация (англ. argue – споря, мъча се да докажа, привеждам доводи). Много често в тези страни журналистите го използват в един синонимен ред с „кавга“, „битка“, „заяждане“, „спор“. Аргумент и аргументация се използват синонимно като по-често е употребата на първия термин. За разлика от англоговорещите в разговорните, а също така и в книжовната форма на славянските езици – в това число и българския терминът притежава положителни конотации. Социолозите, например, изследват аргумента като ценностен емпиричен случай, който приема множество форми на мисълта, разговорите, юридическите процедури, масовите комуникации. Прилагателното „аргументиран“ съдържа висок положителен заряд и предизвиква уважение.

## В науката
Учените в областта на хуманитаристиката оценяват силния педагогически ефект на аргументираното слово и изследват аргументите като примери на рационалния дискурс сред тях. Специалистите по реторика използват термина „аргументация“, за да обозначават множество процеси – като се започне от творческата инвенция, публичното разсъждение и влияние и се стигне до съвместното създаване на ситуациите и аудиториите.
Логиците строят мрежи от предпоставки и умозаключения като се стремят да обогатят възможностите на формалната логика с тези на не-формалната и диалектическата логика.
Най-общо, това многообразие от научни подходи към аргументацията може да се представи терминологично чрез три категории: процес, процедура и продукт.
Американски специалист по теория на аргументацията от Западно – Илинойския университет, представя тези категории, за да разграничи трите области, от които произтича теорията на аргументацията: логика, диалектиката и реториката.
1/Терминът „процес“ предполага действие и промяна. Преобладаващото в исторически план мнение е, че аргументите са дедуктивни ходове, процеси на разсъждението, обединяващи 1 Encyclopedia of Rhetoric and Composition, Garland Reference Library of the Humanities (Vol.1389), Garland Publishing, Inc. New York & London, 1996
основанията и умозаключението. Опонентите на това становище твърдят, че аргументите са реторически средства включващи първия етап от творческия процес на убеждението – „изобретяването“ (inventio), а също така и разсъждението. Поради това аргументацията като процес е синоним на следните термини: „разсъждение“, „оправдание“, „спор“, „дискусия“, „полемика“, „диспут“, „конфликт“, „противоречие“, „разногласие“ и др. Тя често е обект на изследване от социолози, прагмалингвисти, психолози и др., които се интересуват от организацията и съгласуваността на дискусията изобщо. Вземайки естествения разговор като първооснова, тези изследователи разглеждат аргументацията като феномен, който се заражда и умира в социалното взаимодействие. Взаимодействието получава статут на аргументация когато е налице явна опозиция. Тъй като противопоставянето може да бъде проявено по много начини, главният въпрос, свързан с него е: Защо процесът на спора се възприема от спорещите страни като единен и необходим? Как става така, че тезите и контратезите са взаимно разбираеми? Един от възможните отговори за това, че процесът на аргументация е единен се крие в ролите, които социалните „актьори“ играят в спектакъла на спора – те си приписват аргументативните намерения един на друг и изграждат мрежа от тези и контратези, които са предначертани да доведат до съвместното решение.
2/ Идеята за аргументацията като „процедура“ поставя ударението върху обстоятелството, че аргументацията се управлява от правила – чрез имплицитни норми на разговор или експлицитни норми за водене на полемика, професионални норми и изисквания, конвекционални принуди и уговорки и специфични контекстове. По този начин спорещите, които използват аргументацията, се отличават от останалите социални актьори по силата на тяхното възприемане и прилагане на правилата (процедурите), произтичащи от осъзнатите роли (пропонент и опонент) реторично осъзнати защитници на теза и контратеза.
В резултат от това аргументацията като процедура се свързва с такива термини като: диалектичен диалог, дебати, дискусия, диспут, полемика.
Аргументацията като процедура е твърде детайлно анализирано, за да се открият максимално методите, чрез които съгласията трябва да бъдат предотвратени. Тук са валидни такива понятия като „ред“, „порядък“, „дисциплина“. Стивън Тулмин, Ричърдс Рийки и Алън Дженик, например, използват термина „разсъждаване“, за да обозначават междуличностния и социален принос на „мисленето“ и „говореното“. С този термин те изясняват именно как „мисленето“ и „говоренето“ стават адекватни на замисъла.
Аргументацията от тази гледна точка е начин за личен или обществен извод – като разликата между личното и публичното се търси в посока на искреността на говорителите (дали те изразяват или скриват намерението си) или е въпрос на майсторство – говорителите могат да се различават по способностите си да изразяват своите намерения.
Разсъждаването в схемата на Ст. Тулмин е начин да се предоставят идеите за оценка от публичните стандарти, обществено мнение. По този начин изследването на процеса на разсъждаване пред публика се фокусира върху принципите на осмислянето: как твърденията са подкрепени от основанията, как основяанията са оправдани и открити за критика; и върху принципите, посредством които се оценяват аргументите като по-силни или по-слаби.
Идеята за реда (в аргументацията) предполага също, че аргументите са в известна степен саморегулиращи се – независимо от формалните правила, които съблюдават аргументаторите, в хода на общуването се разкриват изисквания, свързани с конкретния контекст. Присъствието на опонентите задължава спорещите да подчинят тяхното поведение на очакванията на критиката и да приспособят действията си към настоящото настроение и възприети очаквания на другите. Тъй като участниците в процеса на аргументацията зависят един от друг в процедурните условия, от техните взаимодействия – те развиват допълващо се поведение, взаимна осведоменост за основните правила. Някои автори определят този взаимообучителен (Белланкастерска школа от 19 век) метод като „аргументативен метод“. В този аспект метода лежи в самото противопоставяне – в осъзнаването, че всеки един от аргументаторите е свързан с личността на другия в процеса на атакуване и защита. В резултат се създава взаимодействие при равнопоставеност, при което всеки участник придобива в равна степен задължения и права спрямо другия.
Разглеждането на аргументацията като саморегулираща се процедура включва и обстоятелството, че понякога аргументите се подчиняват на професионални канони и други външни правила.
Дебатите, например, са много повече регулирани от правила, отколкото обикновените разговори. Те следват правила, ограничаващи времето, мястото, последователността за участие, ролите на дебатьорите и др. В дебатите особена роля изпълнява и аудиторията, която очаква от всеки участник да опровергае другия. Процедурата на парламентарните дебати, например, е разработена най-детайлно. В нея се визират правилата (някои от тях застъпени дори в конституциите на държавите), главно включени в Правилника за работа на Народното събрание.
Най-добрата система от правила за водене на критическа дискусия предпоследните десетилетия е разработена в прагмадиалектическата теория на аргументацията, дело на Амстердамската школа. Нейните създатели – Фр. Еемерен,
Р. Гроотендорст, Ан. Блеър и др. Нейните създатели разработват детайлизиран кодекс от правила, който предполага не само строго логическо мислене, но и предполага повече взаимно разбиране и взаимодействие. Участниците в спора трябва да се съгласят за:
1. Общата дефиниция по спорния въпрос;
2. Правилата, които ще управляват тяхната „критическа дискусия“;
3. Стандартите (критериите) за оценяване на дискусията;
4. Резултати от проведената дискусия.
Споровете около природата на аргументацията през последните десеттилетия най-често произтичат от разликите между различните гледни точки. Някои учени съсредоточават вниманието си върху процеса на реторическа инвенция, в който те вписват познавателните си способности да съчетават твърденията и доводите.
Други се фокусират върху умението на аргументатора да въплати намеренията (интенциите) в изпълнението. Трети се концентрират върху самото съобщение. За четвърти – обект на изследване е разсъждението, чрез което слушателите възприемат речта. Естествено резултатите от изследванията са твърде различни: Така едни изследователи виждат в посланията безличностни текстове, открити за много възможни интерпретации. Други виждат текстовете като емпирични записи на разположено действие. Трети виждат съобщенията и текстовете като доказателство за убежденията и познанията на аргументатора за комуникацията.3
Инвенцията, както и слушането са познаваетлни процеси, но говорителят и слушателят могат да имат различни цели и разположени мотиви. Слушателят може да възприеме твърденията на аргументатора в посока, съвършено различна от предначертаното, което им е било вложено. Например, съмненията в почтеността на източника на информацията може да се окаже достатъчна преграда за възприеманото. Развитието на психологията и нейните клонове (особено на социалната психология) през ХХ век даде нов тласък в разработването на теория на аргументацията.
Х. Перелман и неговите последователи от Брюкселската школа фокусират най-крайните и противоречиви интерпретации на рационалността в аргументацията. Върху основите на античната реторика и нейния исторически развой през вековете, те обединяват психологическите и рационалните компоненти.
3/ Идеята за аргументацията като продукт предполага историческата обвързаност на аргументите с логиката. Аргументите като продукти са единици на реторическото доказателство, съставени от теза, която трябва да бъде потвърдена от основания и гаранции и защитена с предвидено опровержение. Аргументите в аргументацията са твърде различни както по структура така и по предназначение от тези в логическото доказателство (разсъждението) – Х. Перелман, Ст. Тулмин, Г. А. Брутян и др.
Най-широко в западно-европейската и американската научна традиция са теоретическите изследвания на аргументацията, свързващия с анализа на разговора. Разговорът най-общо се определя като „целенасочен процес за решаване на проблем, в който хората създават и прилагат средства, за постигането на резултати в съответствие с принципите на съвместното действие и практическото разсъждение“.
4 Аргументите се появяват вследствие на онова, което участниците в разговора проектират, скриват, изявяват или омаловажават, за да избегнат несъгласието. Те са комуникативни действия, организирани и интерпретирани с цел да се постигне взаимно възприемане на несъвпадащите намерения.
Сред школите и авторите по теория на аргументацията нека се спрем на онези, които в най-висока степен определят насоката на нейното развитие и предпоставят небивалият интерес към реториката (Х. Перелман, Ст. Тулмин, Фр. Еемерен, Г. А. Брутян).
4 Scott Jacobs and Sally Jackson, „Buildig a Model of Conversational Argument“, Rethinking Communication, Vol. 2, Newbury Park, CA: Sage, 1989, p. 164